# Aspergillus oryzae
Aspergillus flavus, кодзи (яп. 麹菌 ко:дзикин) — плесневый грибок, который играет важную роль в японской кухне, важнейший из видов кодзи.
Используется для ферментации сои для производства мисо, натто и соевого соуса. Ещё одно применение — ферментация риса, в честь которого назван гриб, для саке, амадзаке и мирина. A. flavus var. oryzae также используется в китайской кухне и корейской кухне.
A. flavus var. oryzae является одним из основных промышленных источников для производства крахмалдеградирующей α-амилазы.
Это один из организмов, который полностью секвенирован.